# Brooke Burke
Brooke Lisa Burke (Hartford, Connecticut, 8 de septiembre de 1971) es una presentadora de televisión, personalidad del fitness, escritora, actriz y empresaria estadounidense. Ella es conocida como modelo Playboy, por ser la presentadora de Wild On! y Rock Star (2005–2006), y por haber ganado la temporada 7 de Dancing with the Stars, siendo luego la copresentadora del programa de 2010 a 2013.

## Primeros años
Brooke Lisa Burke nació en Hartford, Connecticut, y creció en Tucson, Arizona, la más joven de dos hermanos nacidas de Donna y George Burke. Su madre es de origen portugués pero fue adoptada y creció como judía. Su padre es de ascendencia francesa e irlandesa y dejó a la familia cuando ella tenía dos años. Posteriormente fue educada por su padrastro armenio en la religión judía de su madre; ella misma está criando a sus hijos como judíos aunque también celebra la Navidad.
Asistió a la Sahuaro High School y a la Palo Verde High School en Tucson donde fue reina del baile en 1989. Posteriormente estudió periodismo televisivo.

## Carrera

### Televisión
La primera exposición nacional de Burke se produjo a principios de los años 90, modelando la ropa interior para el catálogo de Frederick's of Hollywood, pero su primera afirmación televisiva a la fama fue siendo presentadora de Wild On! en E! de 1999 a 2002. En 2001, Burke compitió en la edición de presentadores del programa de televisión The Weakest Link y fue eliminada en la segunda ronda. En 2005 y 2006, presentó el programa de telerrealidad del verano de CBS Rock Star, una serie en la que aspirantes a cantantes compitieron frente a una banda de rock.
Burke, con Derek Hough como su pareja, ganó la temporada 7 de Dancing with the Stars. Posteriormente, reemplazó a Samantha Harris como copresentadora del programa. Comenzó presentando la temporada 10 de Dancing with the Stars junto a Tom Bergeron. El 22 de febrero de 2014, se anunció que no volvería al programa para su temporada 18.
En 2009, fue presentadora del pre-show de NBC para la 66.ª edición de los Premios Globo de Oro con Tiki Barber y Nancy O'Dell.
En agosto de 2010, fue presentadora de la tercera temporada de la serie televisiva de TV Land She's Got the Look, un concurso de modelos para mujeres mayores de 35 años. Además, copresentó los concursos Miss America de 2011, 2012 y 2013 con Chris Harrison. Y sirvió además otra vez como copresentadora de Miss América para su concurso de 2016. 
Burke-Charvet participó en The New Celebrity Apprentice (también conocido como The Apprentice 15 y The Celebrity Apprentice 8) pero fue eliminada después de doce tareas.

### Dancing with the Stars
El 25 de noviembre de 2008, Brooke Burke y su pareja de baile Derek Hough ganaron la competencia, superando al campeón del Super Bowl Warren Sapp y su pareja de baile Kym Johnson. Está empatada con Kristi Yamaguchi y Nicole Scherzinger por más semanas en la cima de la tabla de clasificación con 8 de 10 semanas.
| 1                                                                       | Chachachá / «Are You My Woman (Tell Me So)» | 7                      | 8                      | 8                      | Salvados  |
| 1                                                                       | Quickstep / «Lover, Come Back to Me»        | 9                      | 8                      | 9                      | Salvados  |
| 2                                                                       | Pasodoble / «Palladio, First Movement»      | 8                      | 8                      | 8                      | Salvados  |
| 3                                                                       | Vals vienés / «Daughters»                   | 9                      | 10                     | 9                      | Salvados  |
| 4                                                                       | Samba / «Hip Hip Chin Chin»                 | 9                      | 8                      | 9                      | Salvados  |
| 5                                                                       | Jitterbug / «Don't Be Cruel»                | 10                     | 9                      | 10                     | Salvados  |
| 6                                                                       | Rumba / «No Air»                            | 8                      | 91                     | 9                      | Salvados  |
| 6                                                                       | Grupo Hip-hop / «It Takes Two»              | Puntos extras no dados | Puntos extras no dados | Puntos extras no dados | Salvados  |
| 7                                                                       | Foxtrot / «Lullaby of Birdland»             | 10                     | 10                     | 10                     | Salvados  |
| 7                                                                       | Equipo Pasodoble / «Rocks»                  | 10                     | 9                      | 10                     | Salvados  |
| 8                                                                       | Tango / «Tango Diabolo»                     | 10                     | 9                      | 9                      | Salvados  |
| 8                                                                       | Mambo / «Cuban Mambo»                       | 9                      | 9                      | 9                      | Salvados  |
| 9 (Semifinal)                                                           | Jive / «The House is Rockin'»               | 7                      | 7                      | 7                      | Salvados  |
| 9 (Semifinal)                                                           | Salsa / «Barbarabatiri»                     | 9                      | 10                     | 9                      | Salvados  |
| 10 (Final)                                                              | Samba / «Blame It On the Boogie»            | 9                      | 9                      | 10                     | Ganadores |
| 10 (Final)                                                              | Freestyle / «You're the One That I Want»    | 10                     | 10                     | 10                     | Ganadores |
| 10 (Final)                                                              | Vals vienés / «Daughters»                   | 10                     | 10                     | 10                     | Ganadores |
| 1Puntaje dado por el juez invitado Michael Flatley en lugar de Goodman. |                                             |                        |                        |                        |           |

### Apariciones en revistas
Brooke Burke ha aparecido en revistas masculinas como Maxim, Stuff, Playboy y FHM. En 2007, fue nombrada una de las mejores mujeres de cine y televisión por la revista Blender.

### Proyectos empresariales
En 2007, Burke creó una empresa, Baboosh Baby, que ofrece abrigos para mujeres embarazadas. El sitio web de la compañía incluye un blog de Burke sobre sus hijos.

### Libros
El primer libro de Burke, The Naked Mom: A Modern Mom's Fearless Revelations, Savvy Advice, and Soulful Reflections, fue publicado el 1 de febrero de 2011 por New American Library. Cuenta con sus reflexiones sobre la maternidad, Hollywood, romances y desafíos de la creación de una familia mezclada.

### Anuncios y videojuegos
Fue la voz y el rostro de Rachel Teller en el videojuego Need for Speed: Underground 2 de Electronic Arts, y pregunta las preguntas de «People and Places» en el videojuego  Trivial Pursuit Unhinged. Burke protagonizó como un personaje jugable en el título advergaming de Burger King PocketBike Racer y en Big Bumpin'.
Burke ha afrontado infomerciales promoviendo un entrenamiento de fitness en casa de la bola suiza, llamado Gunnar Peterson's Core Secrets, y aparece en el primer video de la serie titulada 20 Minute Full Body Workout. Los infomerciales han sido vistos en Nueva Zelanda y Australia. Burke también ha conseguido papeles en varios comerciales de televisión para Discover Card, Coca-Cola, Anheuser-Busch, M Professional Cosmetics y Skechers.
De 2016 a 2017, fue presentada ampliamente como la portavoz de Kimberly-Clark, subsidiaria de productos de incontinencia de Poise.

## Vida personal
Burke ha estado casada dos veces. Su primer matrimonio fue con el cirujano plástico Garth Fisher. Tuvieron dos hijas, Neriah y Sierra, divorciándose en 2005.
Empezó a salir con el actor y cantante David Charvet en 2006. Mientras cohabitaban, tuvieron una hija (Heaven Rain, nacida en 2007) y un hijo (Shaya Braven, nacido en 2008). Burke y Charvet se casaron el 12 de agosto de 2011, con Brooke anunciando que ella sería conocida como Brooke Burke-Charvet a partir de su unión.
El 8 de noviembre de 2012, Burke-Charvet anunció que tenía cáncer de tiroides y se sometió a cirugía. El 12 de diciembre de 2012, hizo otro anuncio de que todo el cáncer había sido quitado.

## Filmografía

### Cine
| Año  | Título           | Papel                         | Notas         |
| ---- | ---------------- | ----------------------------- | ------------- |
| 1986 | The Wraith       | Camarera en patines de ruedas | Sin acreditar |
| 2004 | Dead Scared      | Jill                          |               |
| 2004 | Knuckle Sandwich | Katherine                     |               |

### Televisión
| Año             | Título                       | Papel            | Notas                                                       |
| --------------- | ---------------------------- | ---------------- | ----------------------------------------------------------- |
| 1998            | Pensacola: Wings of Gold     | Chica linda #2   | Episodio: «Solo Flight»                                     |
| 1999–2002       | Wild On!                     | Ella misma       | Presentadora, 11 episodios                                  |
| 2002            | That's Life                  | Reportera        | Episodio: «All About Lydia»                                 |
| 2003            | Rock Me Baby                 | Stacey           | Episodio: «Prior Engagement»                                |
| 2004            | Monk                         | Reportera        | Episodio: «Mr. Monk and the TV Star»                        |
| 2004            | Less than Perfect            | Enfermera Benson | Episodio: «22 Minus 1 Equals 4»                             |
| 2004            | It's All Relative            | Ranger           | Episodio: «Who's Camping Now»                               |
| 2004            | The Bernie Mac Show          | Reportera        | Episodio: «Being Bernie Mac»                                |
| 2006            | Las Vegas                    | Sheryl           | Episodio: «Cash Springs Eternal»                            |
| 2007-2008       | La Guerra en Casa            | Ellen Morgan     | 4 episodios                                                 |
| 2008, 2010–2013 | Dancing with the Stars       | Ella misma       | Concursante (temporada 7) Copresentadora (temporadas 10–17) |
| 2014            | Melissa & Joey               | Felicia Mancini  | 2 episodios                                                 |
| 2016            | Jane the Virgin              | Ella misma       | 1 episodio                                                  |
| 2017            | The New Celebrity Apprentice | Ella misma       | Concursante                                                 |

### Videojuegos
| Año  | Título                        | Papel         | Notas                                                                        |
| ---- | ----------------------------- | ------------- | ---------------------------------------------------------------------------- |
| 2004 | Need for Speed: Underground 2 | Rachel Teller | Ganó el Spike Video Game Award a la mejor interpretación de una mujer humana |
| 2006 | Big Bumpin'                   | Ella misma    |                                                                              |
| 2006 | PocketBike Racer              | Ella misma    |                                                                              |